# Петренко, Пётр Дмитриевич
Петренко Пётр Дмитриевич (26 января 1928, Ровенская область — 31 марта 1991, Кривой Рог, Днепропетровская область) — советский учёный в области горного дела. Кандидат технических наук (1962). Лауреат Государственной премии УССР в области науки и техники (1970).

## Биография
Родился 26 января 1928 года на территории нынешней Ровенской области.
В 1955 году окончил Криворожский горнорудный институт.
В 1955—1991 годах — ассистент, старший преподаватель, доцент кафедры подземных горных работ Криворожского горнорудного института. 
Умер 31 марта 1991 года в городе Кривой Рог Днепропетровской области.

## Научная деятельность
Специалист в области горного дела. Кандидат технических наук (1962), доцент (1963). Автор 80 научных работ.
Исследовал проблемы технологии разработки рудных месторождений. Заведовал отраслевой лабораторией.

## Награды
- Государственная премия УССР в области науки и техники (21 декабря 1970) — за коренное усовершенствование методов подземной разработки мощных рудных месторождений[2];
- Орден «Знак Почёта».